# Calligrammes
Pour les articles homonymes, voir Calligrammes (homonymie).
Calligrammes, sous-titré Poèmes de la paix et de la guerre 1913-1916, est un recueil de poésie de Guillaume Apollinaire publié le 15 avril 1918 aux éditions Mercure de France et contenant de nombreux calligrammes.

## Composition
Les poèmes de Calligrammes sont composés entre 1912 et 1916. Apollinaire les organise en six parties sur base chronologique : Ondes ; Étendards ; Case d'Armons ; Lueurs des Tirs ; Obus couleur de Lune ; La Tête étoilée.
La première partie (Ondes) rassemble des poèmes écrits avant la guerre : poèmes-conversations, qui fonctionnent comme des enregistrements ; poèmes simultanés, d'inspiration cubiste ; « idéogrammes lyriques » (rebaptisés par la suite calligrammes).
Les poésies de la seconde partie (Étendards) ont été écrites entre la déclaration de guerre et le départ d'Apollinaire pour le front (avril 1915). Cette section contient de nombreux calligrammes typographiques ou manuscrits.
La troisième partie (Cases d'Armons) est écrite dans les tranchées et Apollinaire la publie pour ses camarades, dans des conditions artisanales, en juin 1915. Elle contient aussi de nombreux calligrammes  ou manuscrits.
La quatrième partie (Lueurs des Tirs) date de la période septembre-décembre 1915, à l'exception des sept premiers poèmes, écrits à la demande de Marie Laurencin, à qui Apollinaire les fait parvenir le 20 août 1915 (sous le titre Le Médaillon toujours fermé). Cette partie ne contient aucun calligramme typographique
Les poèmes de la section suivante (Obus couleur de lune), écrits entre août 1915 et février 1916, sont présentés sans ordre chronologique. Elle contient quelques calligrammes typographiques.
Enfin, la dernière partie (La Tête étoilée), comporte trois poèmes écrits après la blessure d'Apollinaire à la tempe. Elle ne contient que cinq calligrammes typographiques regroupés sur la même page, sous le titre Éventail de Saveurs.

## Genèse et publication
Certains poèmes voient le jour avec Calligrammes, mais avant que l'ensemble ne paraisse, en avril 1918, au Mercure de France, de nombreux textes le composant ont été publiés dans des revues littéraires. Outre les publications ponctuelles, Apollinaire en fait paraître un large extrait dans Le Mercure de France le 1er juillet 1916 sous le titre Lueurs des Tirs — Aux armées 1915-1917. En novembre 1917, il publie dans La Grande Revue un ensemble de treize poèmes, intitulé Poèmes de Guerre et d'Amour.
La première édition contient en frontispice la reproduction d'un portrait représentant Apollinaire signé Pablo Picasso. Le recueil est dédié à René Dalize, ami d'enfance d'Apollinaire, mort à la guerre, à qui il rend  hommage dans sa dédicace: « À la mémoire / du plus ancien de mes camarades / René Dalize / mort au champ d’honneur / le 7 mai 1917 ».
Apollinaire l'évoque dans les calligrammes La Colombe poignardée et le Jet d'eau : 

« Où sont Raynal Billy Dalize

O mes amis partis en guerre

Dont les noms se mélancolisent »

## Préface inédite
Apollinaire avait prévu pour cet ouvrage un « Avertissement de l’auteur » resté inédit,.

« Voici la plus grande partie de mes poèmes de guerre jusqu’au moment où j’ai été grièvement blessé. Je les adressais à mes amis dans des lettres d’où ceux-ci ont bien voulu les tirer. Il m’en manque encore beaucoup. J’ai laissé de côté pour ne la publier que plus tard ma production poétique d’avant la guerre. Les idéogrammes lyriques qui ouvrent le recueil avaient été faits peu de temps avant que n’éclatât le grand conflit et allaient paraître sous le titre d’Et moi aussi je suis peintre, lorsque la mobilisation fut décidée. L’édition disparut dans la tourmente… »

— Guillaume Apollinaire, Préface à Case d'armons (opuscule resté inédit)
C'est également dans cette préface que le poète précise les conditions artisanales qui ont présidé à la publication, sur le front, de Case d'Armons, recueil de ses 21 poèmes d'artilleur, reprographié à la gélatine, en 25 exemplaires, au bureau de sa batterie.

## Les calligrammes
Le recueil se distingue par la présence de nombreux poèmes ou strophes « calligrammatiques » qui font intervenir le plus souvent la typographie (parfois l'intervention manuscrite) pour conférer au texte une dimension visuelle supplémentaire, figurative ou non, souvent poétique ou sensuelle, quelquefois humoristique. Les césures inattendues imposées par la forme ouvrent en outre la porte à de nouvelles lectures du texte.
Cette innovation s'inscrit dans une réflexion déjà ancienne sur la disposition typographique en poésie (Goncourt, Baudelaire, Gide, Mallarmé en France, les futuristes et leurs « mots en liberté » en Italie). Apollinaire avait d'ailleurs annoncé, courant 1914, la parution d'un recueil d'« idéogrammes lyriques » dédié à son frère Albert et intitulé Et moi aussi, je suis peintre !, opuscule-manifeste d'un « art de synthèse qui [serait] l'Art unique »’.

Dans une lettre à André Billy, Apollinaire, se défendant de tout projet destructeur du vers classique, explique :

« Quant aux Calligrammes, ils sont une idéalisation de la poésie vers-libriste et une précision typographique à l'époque où la typographie termine brillamment sa carrière, à l'aurore des moyens nouveaux de reproduction que sont le cinéma et le phonographe »

Calligrammes
Calligrammes typographiques : La Colombe et Le Jet d'eau, dans la section Étendards de Calligrammes.
Calligramme typographique inséré dans le poème 2e Canonnier conducteur (Étendards).
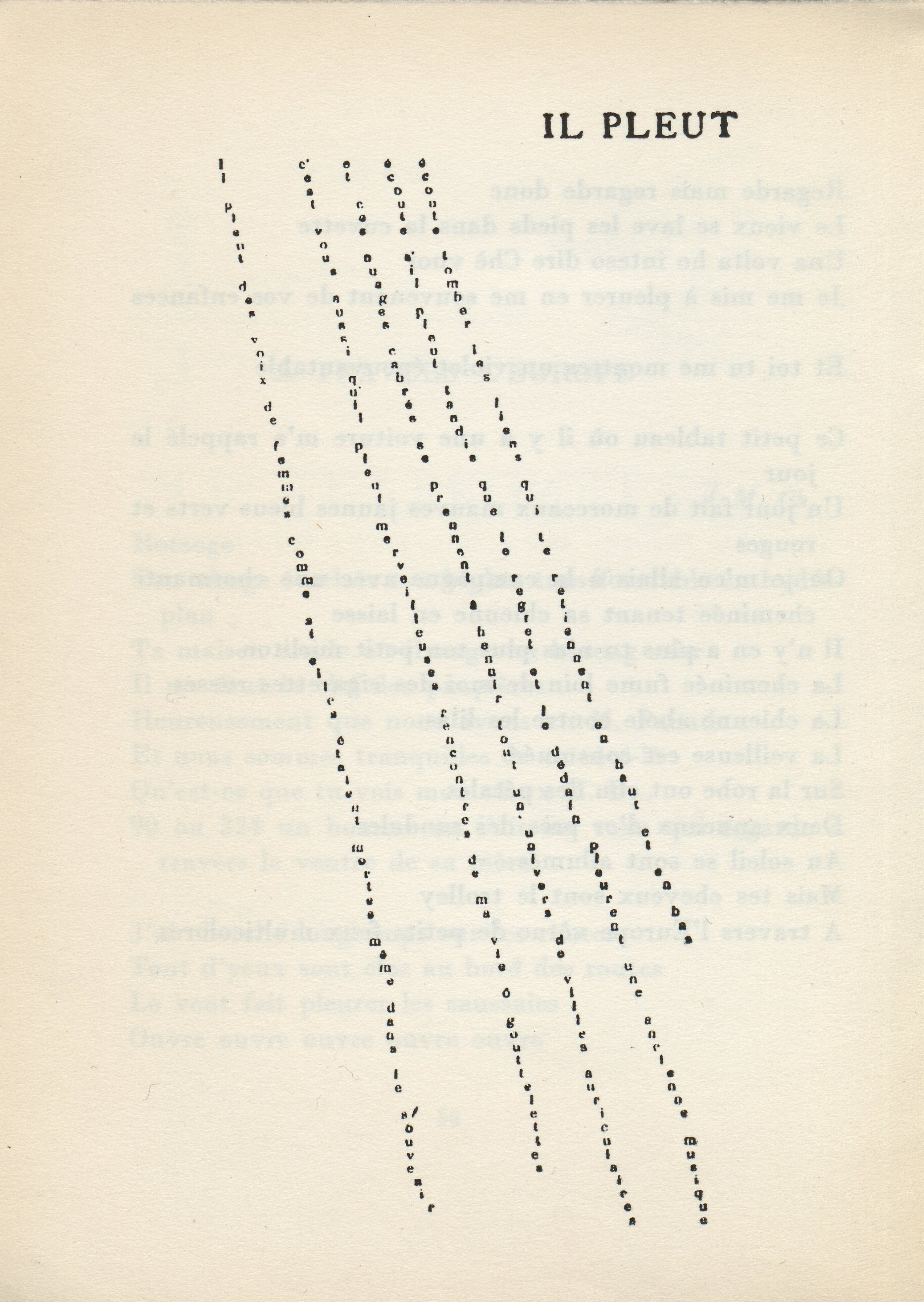
Il pleut, calligramme typographique (Ondes)
Venu de Dieuze (dans Case d'Armons). Détail d'un calligramme manuscrit.

## Extraits
« Ah Dieu ! que la guerre est jolie

Avec ses chants ses longs loisirs

Cette bague je l'ai polie

Le vent se mêle à vos soupirs

Adieu ! voici le boute-selle

Il disparut dans un tournant

Et mourut là-bas tandis qu'elle

Riait au destin surprenant »

— Guillaume Apollinaire, L'Adieu du Cavalier - Calligrammes - Lueurs des Tirs

« La mère de la concierge et la concierge laisseront tout passer

Si tu es un homme tu m'accompagneras ce soir

Il suffirait qu'un type maintînt la porte cochère

Pendant que l'autre monterait

Trois bec de gaz allumés

La patronne est poitrinaire

Quand tu auras fini nous jouerons une partie de jacquet

Un chef d'orchestre qui a mal à la gorge

Quand tu viendras à Tunis je te ferai fumer du kief

Ça a l'air de rimer

Des piles de soucoupes des fleurs un calendrier

Pim pam pim

Je dois fiche près de 300 francs à ma probloque

Je préférerais me couper le parfaitement que de les lui donner

Je partirai à 20 h. 27

Six glaces s'y dévisagent toujours

Je crois que nous allons nous embrouiller encore davantage

Cher monsieur

Vous êtes un mec à la mie de pain

Cette dame a le nez comme un ver solitaire

Louise a oublié sa fourrure

Moi je n'ai pas de fourrure et je n'ai pas froid

Le Danois fume sa cigarette en consultant l'horaire

Le chat noir traverse la brasserie

Ces crêpes étaient exquises

La fontaine coule

Robe noire comme ses ongles

C'est complètement impossible

Voici monsieur

La bague en malachite

Le sol est semé de sciure

Alors c'est vrai

La serveuse rousse a été enlevée par un libraire

Un journaliste que je connais d'ailleurs très vaguement

Écoute Jacques c'est très sérieux ce que je vais te dire

Compagnie de navigation mixte

Il me dit monsieur voulez-vous voir ce que je peux faire

d'eaux fortes et de tableaux

Je n'ai qu'une petite bonne

Après déjeuner café du Luxembourg

Une fois là il me présente un gros bonhomme

Qui me dit

Écoutez c'est charmant

À Smyrne à Naples en Tunisie

Mais nom de Dieu où est-ce

La dernière fois que j'ai été en Chine

C'est il y a huit ou neuf ans

L'Honneur tient souvent à l'heure que marque la pendule
La quinte major »

— Guillaume Apollinaire, Lundi rue Christine, poème-conversation - Calligrammes - Ondes

## Commentaires

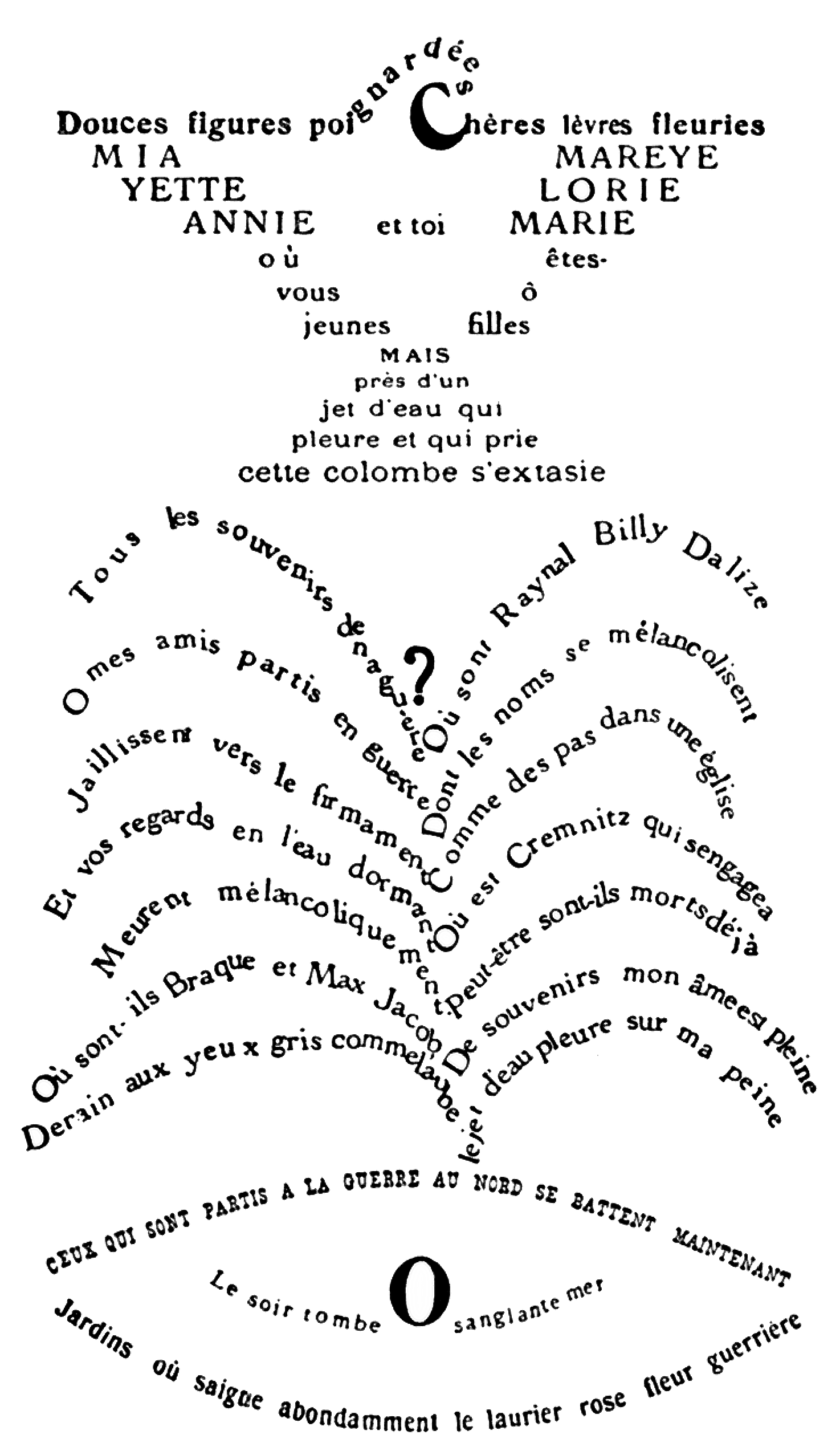
La Colombe poignardée et le Jet d’eau

Selon Laurence Campa, l'accueil du recueil a été mitigé lors de sa première publication : l'innovation formelle est mal comprise et les poèmes paraissent tantôt trop légers tantôt pas assez critiques vis-à-vis de la Première Guerre mondiale,.
Michel Butor, a préfacé les éditions de 1966, 1994 et 1995.